# 23/I villamos (Budapest)
A 23i vagy 23/I villamos egy Budapesten közlekedő villamos volt, amit a Fővárosi Villamosvasút üzemeltetett 1956-ban. A Közvágóhíd és a Népliget között közlekedett.
Egy szakaszon a 23A-val járt azonos szakaszon. A megszűnése oka az 1956-os forradalom volt. Időszakos járat volt, kizárólag gyári műszakváltásokkor közlekedett.

## Története
A Fővárosi Villamosvasút 1956-ban létrehozott egy gyári munkásoknak kedvező villamosviszonylatot, a 23i-t. (A korabeli menetrendekben 23/I-ként jelezték.) A viszonylat a  Közvágóhíd és a Népliget között közlekedett. A járat egészen az 1956-os forradalom kitöréséig közlekedett. A megszüntetésének másik oka, hogy a forradalom után a Bethlen Gábor utcai villamosvágányt már nem indították újra, ezáltal a viszonylat már nem indult újra.